# Stench Like Six Demons
Stench Like Six Demons – album zespołu Anal Stench wydany w 2003 roku nakładem wytwórni Metal Mind.

## Lista utworów
Źródło.
1. „Satan Cloned The Cookie Pig” – 3:06
2. „Crucified By Vodka” – 3:57
3. „Anal Blast” – 3:31
4. „Torment In The Shebeen” – 3:41
5. „Stripped, Raped And Strangled” (cover Cannibal Corpse) – 3:30
6. „8 kilograms Of Meat Without Bones” – 4:05
7. „Koprofuck997” – 4:03
8. „Resistance In Malvova” – 4:38
9. „Alcoholic Suicide” – 4:16
10. „Territory” (cover Sepultury) – 4:11

## Twórcy
- Wojciech "Sauron" Wąsowicz – śpiew
- Michał "Psycho" Senajko – śpiew
- Dariusz "Yanuary" Styczeń – gitara
- Michał "Waran" Skotniczy – gitara
- Ivy – gitara basowa
- Maciej "Alizee666" Kowalski – perkusja